# HD 8498
HD 8498，又名CD-31 562，SAO 193090、HR 400，是一颗恒星，视星等为5.84，位于銀經243.4，銀緯-82.02，其B1900.0坐标为赤經1h 18m 51.7s，赤緯-31° -82.02′ 0″。